# Ellmau
Ellmau è un comune austriaco di 2 746 abitanti nel distretto di Kufstein, in Tirolo. Stazione sciistica, ha ospitato fra l'altro i Campionati austriaci di sci alpino 1995.